# 石貂

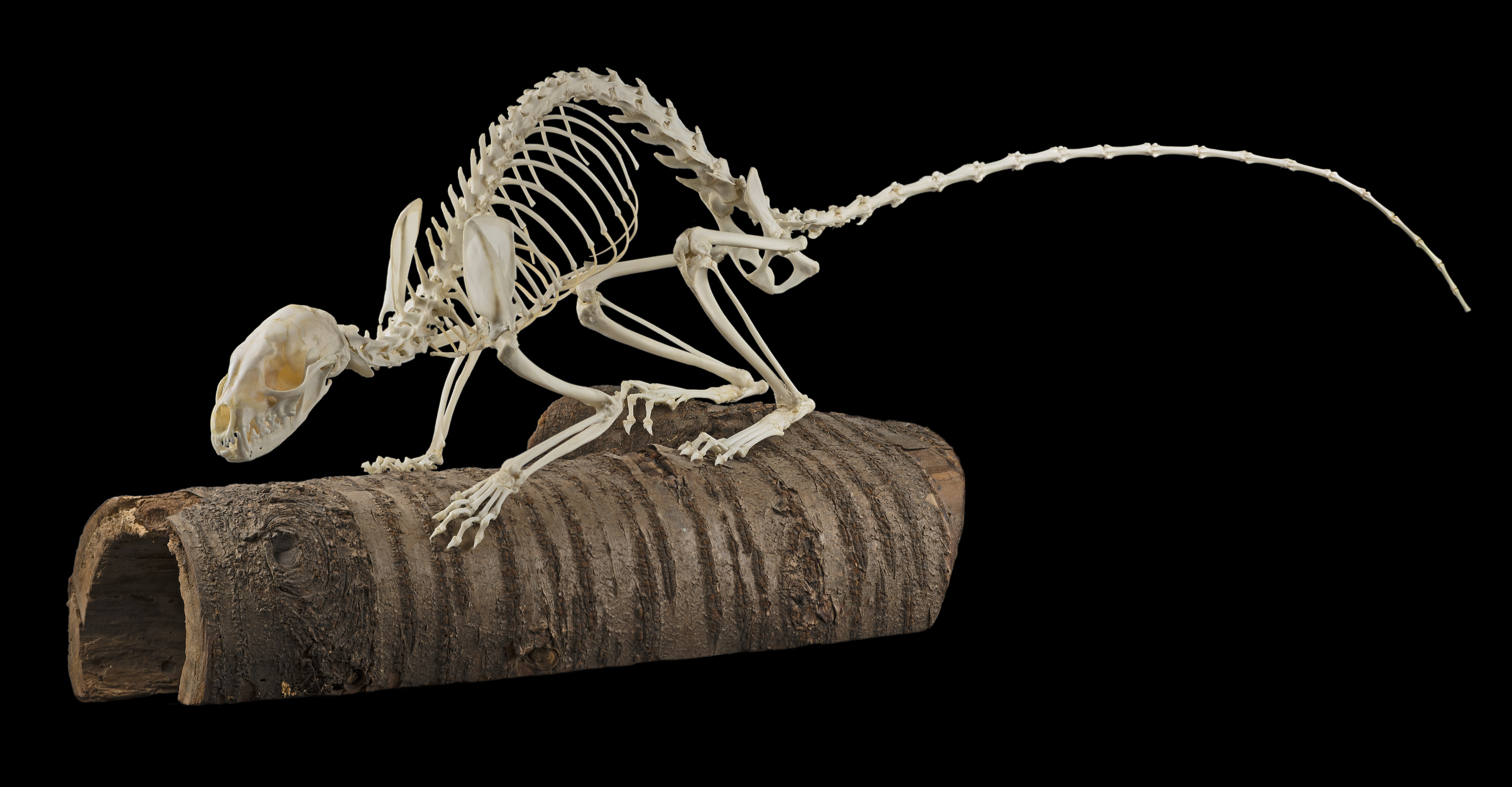
骨骼系統

石貂（学名：Martes foina）为鼬科貂属的动物。分布于欧亚大陆以及中国大陆的陕西、青海、内蒙古、云南、甘肃、河北、山西、西藏、新疆、宁夏、辽宁、四川等地，主要生活于多栖息于干寒高原及山地。该物种的模式产地在德国。

## 保护
- 中国国家重点保护动物等级：二级
- 中国濒危动物红皮书等级：渐危

## 亚种
- 石貂指名亚种（学名：Martes foina foina）
- 石貂北方亚种（学名：Martes foina intermedia），Severtzov于1873年命名。在中国大陆，分布于陕西、宁夏（西部）、内蒙古、甘肃、河北、山西、青海（北部）、辽宁、新疆等地。该物种的模式产地在前苏联中亚地区的Chu,Tallas及Naryn盆地。[3]
- 石貂青藏亚种（学名：Martes foina kozlovi），Ognev于1931年命名。在中国大陆，分布于西藏、青海（南部）、四川（西部）、云南等地。该物种的模式产地在西藏澜沧江上游昌都。[4]